# Mumia

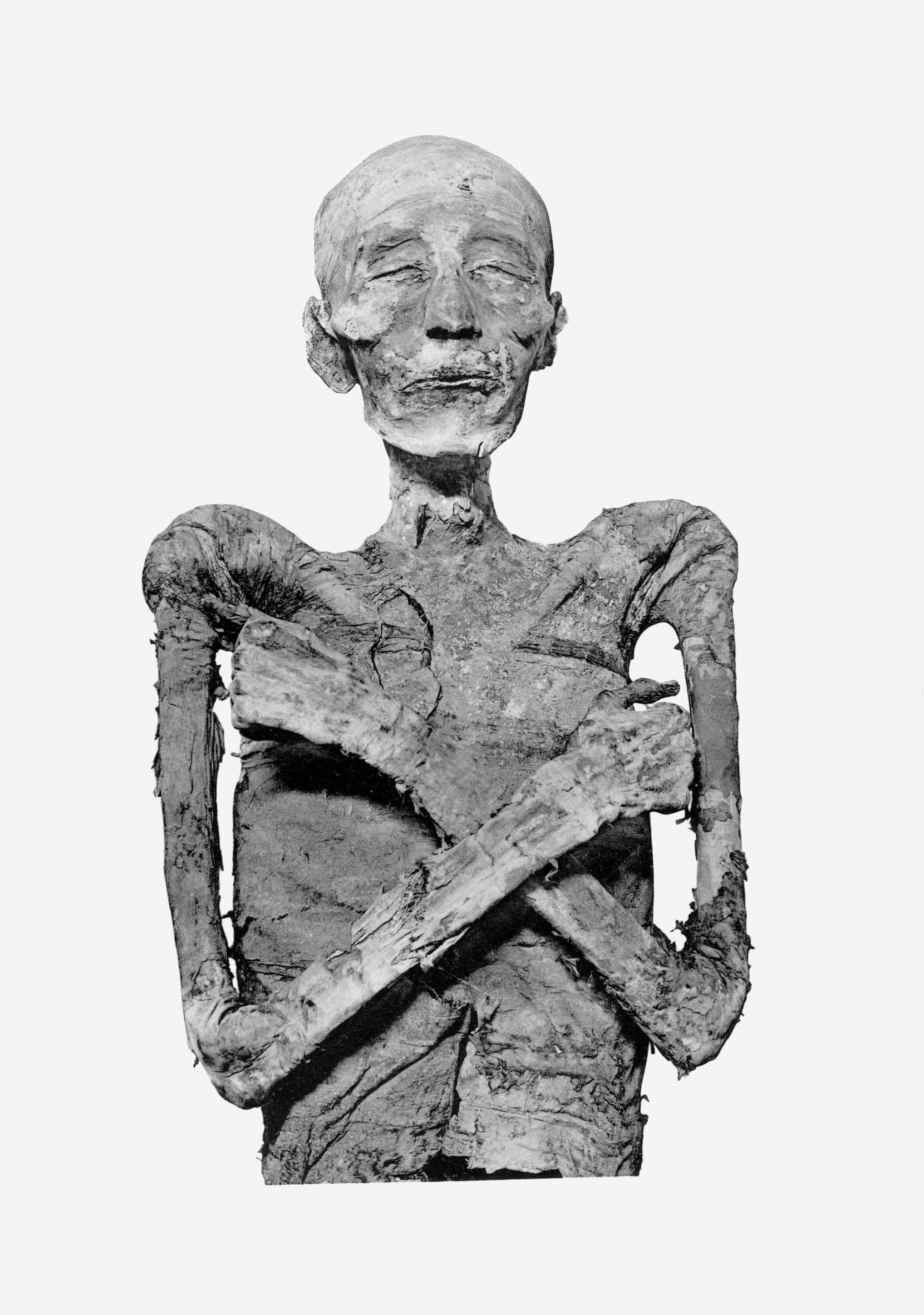
Mumia faraona Merneptaha

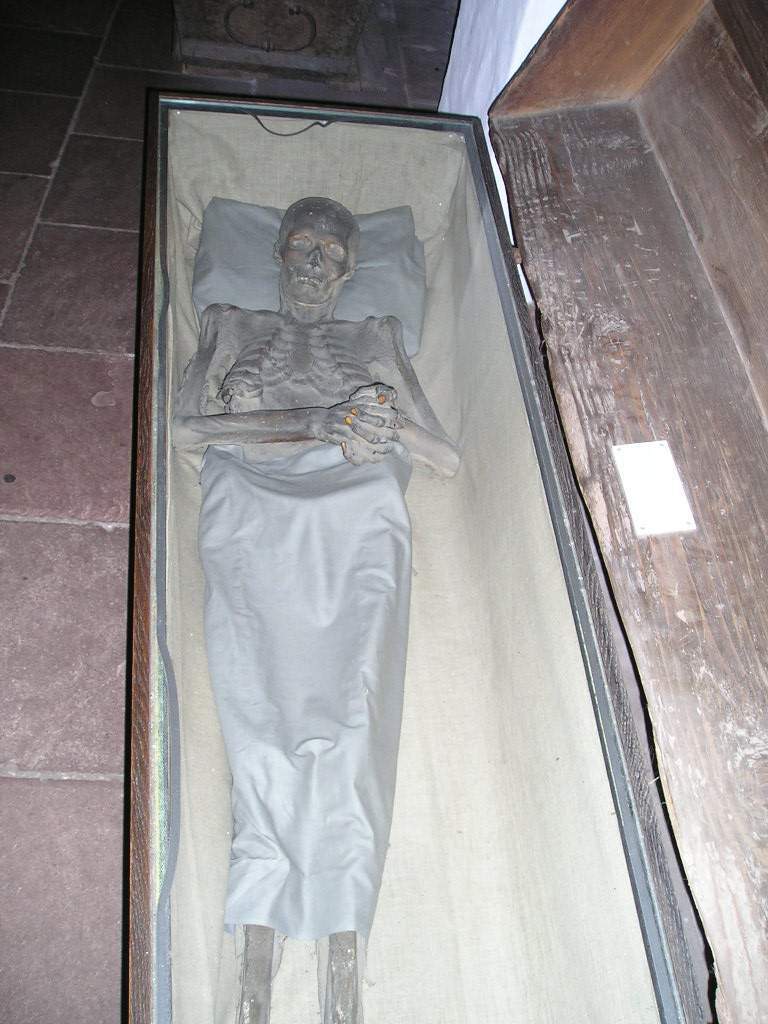
Mumia mężczyzny z krypty w Bremie

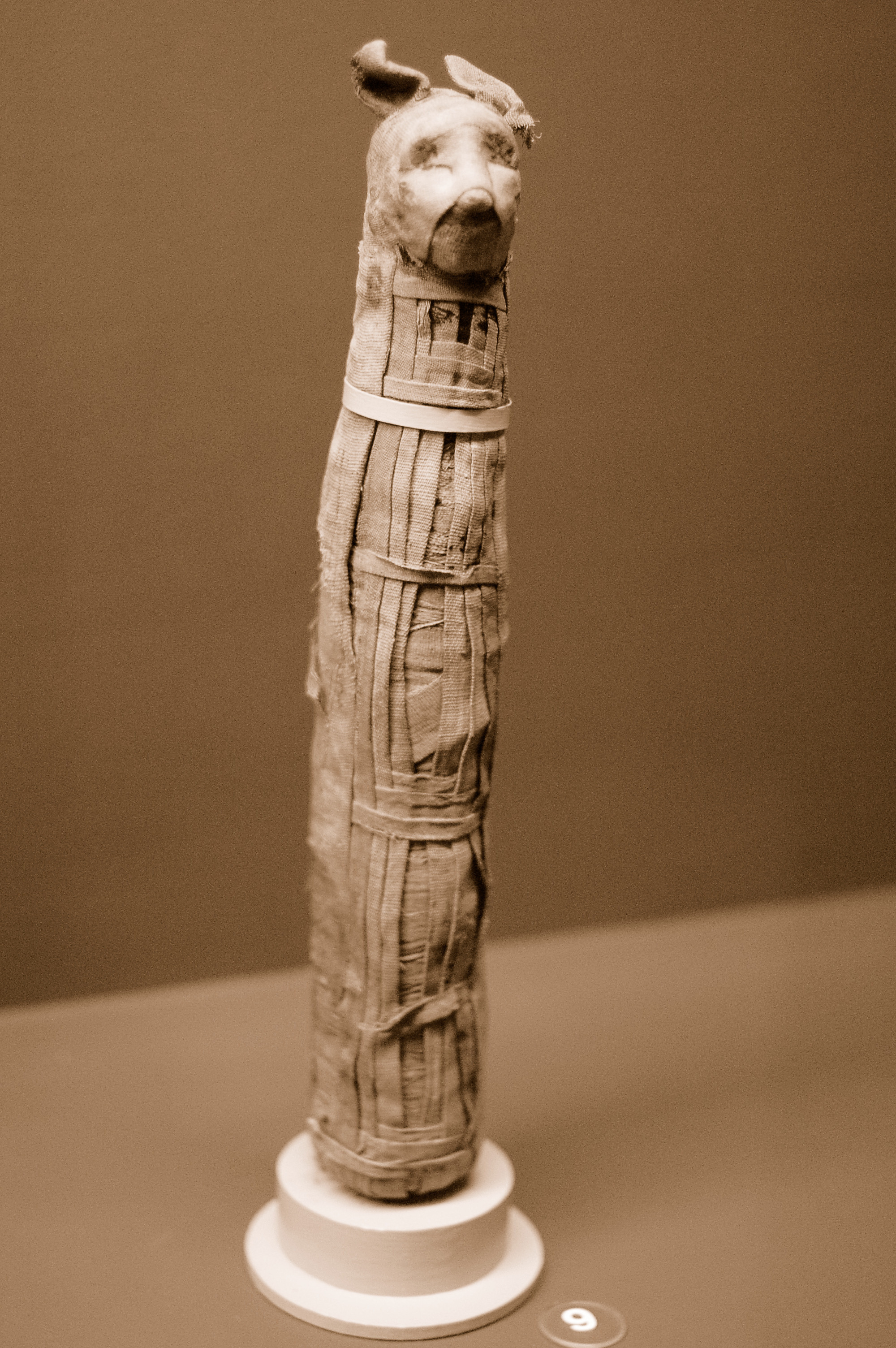
Egipska mumia kota

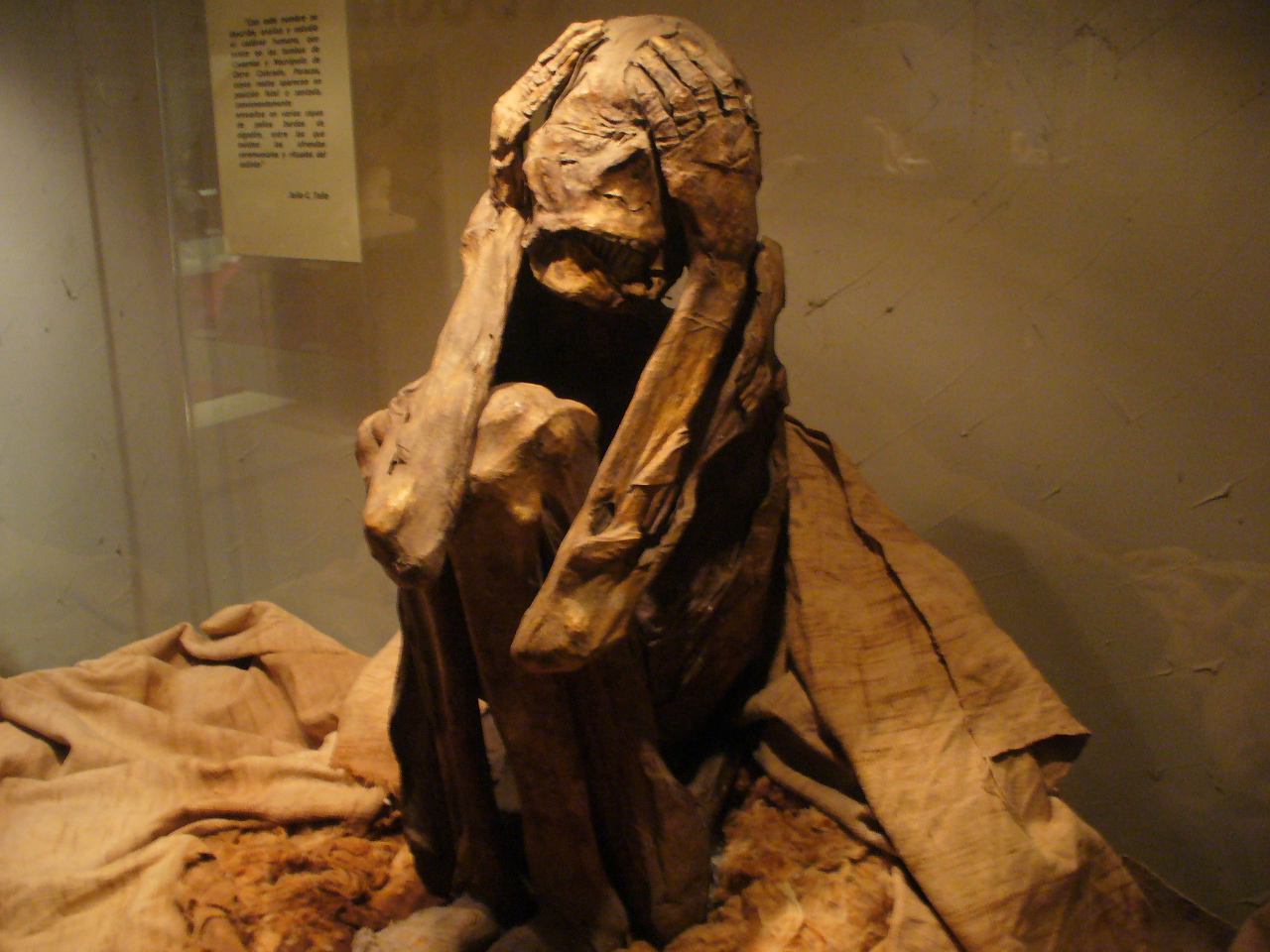
Inkaska tzw. mumia Wari z Peru

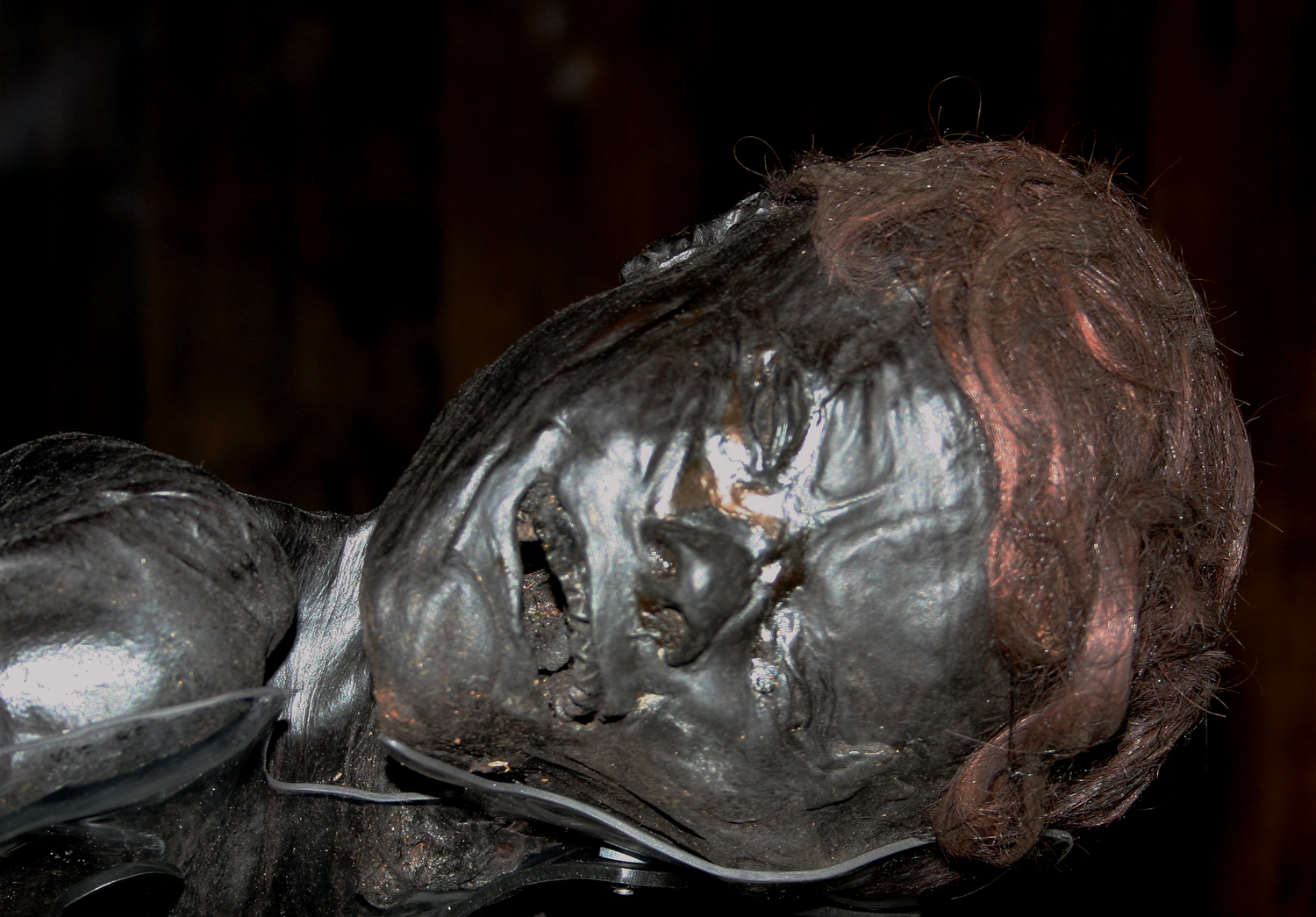
Człowiek z Grauballe

Mumia – zmumifikowane naturalnie lub celowo zabalsamowane ciało człowieka lub zwierzęcia.
Nazwę wywodzi się z arabskiego słowa pochodzenia perskiego mumija, oznaczającego „smołę”, a właściwie bitumin, czyli substancję, którą (jak uważano do niedawna) starożytni Egipcjanie nasączali bandaże mumii. Najnowsze badania dowiodły jednak, iż wiele mumii egipskich nie zawierało bitumu, a tylko żywice, które sczerniały, jedynie przypominając bitumin.
Powszechnie znane są przede wszystkim mumie egipskie – ciała faraonów i dostojników starożytnego Egiptu, lecz mumifikację dostojników stosowali również Inkowie w Ameryce Południowej oraz w szeregu innych kultur.
Ciało osoby zmarłej może oprzeć się rozkładowi i zachować w dobrym stanie wskutek zabiegów konserwujących bądź tylko dzięki specyfice miejsca spoczynku, jeśli warunki, w jakich przebywa, nie sprzyjają rozkładowi (np. suchy piasek, pustynne pieczary skalne); staje się wówczas mumią naturalną.

## Mumifikacja w starożytnym Egipcie
Mumifikacja u Egipcjan miała na celu zachowanie ciała dla życia wiecznego. Wierzono, iż jeśli mumia zostanie zniszczona, dusza zmumifikowanej osoby nie rozpozna ciała, aby do niego powrócić. Uważano to za najgorsze, co mogło przydarzyć się człowiekowi.

### Cechy charakterystyczne
Egipcjanie mumifikowali zwłoki, osuszając ciało sodą naturalną (natronem) i usuwając z niego wnętrzności. Po osobnym ich zakonserwowaniu, w zależności od epoki, umieszczano je w naczyniach zwanych urnami kanopskimi, czyli kanopami, albo wkładano z powrotem do wnętrza ciała. Samo ciało dezynfekowano, nacierano wonnościami i często wypełniano dla zachowania naturalnego kształtu. Następnie zawijano je w bandaże. Pomiędzy nimi umieszczano zwykle chroniące zmarłego amulety. Mumie często bywały umieszczane w kilku trumnach (sarkofagach).
Charakterystyczny dla tzw. okresu późnego i grecko-rzymskiego niezwykły wzrost kultu zwierząt skutkował masową mumifikacją zwierząt uważanych za święte lub związane z bóstwami i ich głównymi ośrodkami kultu, np. kotów, ibisów, sokołów, pawianów, baranów, krokodyli, psów. Wśród mniej znanych mumifikowanych zwierząt są gazele, węże, a nawet szczury i ryjówki. Do najbardziej znanych mumii zwierzęcych należą zwłoki świętych byków Apisów pochowanych w Serapeum w Sakkarze. Ogromne cmentarzyska mumii zwierzęcych sięgają czasowo od schyłku epoki Nowego Państwa do okresu ptolemejskiego (hellenistycznego) oraz rzymskiego, gdy obyczaj i sztuka mumifikacji stopniowo zaczęły upadać.
W egipskiej tradycji obrzędowej sporządzano też pozbawione szczątków ludzkich czy zwierzęcych, tzw. mumie zbożowe.

### Mumie egipskie w Europie
Do czasów dzisiejszych faktycznie zachowała się jedynie niewielka część mumii egipskich. Wiele z nich uległo rozkładowi wskutek niedoskonałych technik balsamowania i oddziaływania naturalnych czynników, np. wilgoci, temperatury, drobnoustrojów. Inne zostały zniszczone w trakcie wielokrotnych grabieży grobowców, dokonywanych głównie przez samych Egipcjan. Natomiast w czasach nowożytnych mumie ulegały masowemu niszczeniu dla wykorzystania w celach „leczniczych”. 
Dla ich poszukiwania król Nawarry w roku 1564 wysłał do Aleksandrii swego osobistego lekarza, zaś angielski kupiec Sanderson w 1586 przesłał 5 cetnarów (254 kg) wybranych szczątków mumii do aptek Londynu. Roztarte na proszek i zmieszane z ziołami bądź przyprawami mogły one być leczniczo spożywane względnie stosowane na okłady. Centrum tego swoistego handlu farmaceutycznego stała się naturalnie Aleksandria i w epoce tej korzystały z niego takie postacie jak Katarzyna Medycejska czy francuski Franciszek I, a nawet znany mąż stanu i filozof Francis Bacon.     
Wynikało to z wiedzy, iż w starożytności bituminu używano do leczenia złamań, ran oraz niektórych dolegliwości wewnętrznych. Wraz z medycyną arabską zastosowanie to przeniknęło i do Europy. Ze względu na małą dostępność bituminu i przekonanie o powszechnym używaniu go w starożytnym Egipcie, w XVI wieku uznano, że można go zastępować proszkiem z mumii. Proceder eksportowania setek mumii uległ przerwaniu dopiero w XVIII stuleciu, gdy osmańscy władcy Egiptu nałożyli wysoki podatek na wywożone mumie. Jednakże te względy utylitarne stopniowo rozbudziły też szersze zainteresowanie nekropoliami staroegipskimi, które przejawiło się w epoce renesansu, towarzysząc dotychczasowej fascynacji piramidami i obeliskami. 
Pielgrzymi i podróżnicy odwiedzający Egipt w XVI wieku interesowali się mumiami bardziej jako historycznymi pamiątkami tajemniczej kultury staroegipskiej (choć przyziemnym powodem było też wyszukiwanie biżuterii ukrytej pomiędzy bandażami). Należał do nich Mikołaj Radziwiłł „Sierotka”, który w pielgrzymce do Ziemi Świętej odwiedził także Egipt i wspiął się na piramidę Cheopsa, a w Aleksandrii nabył we wrześniu 1583 dwie mumie z zamiarem sprowadzenia ich do kraju. Jednak w czasie powrotnej podróży okrętem zmuszony był podczas sztormu pozbyć się ich, gdy wskutek przesądu wyrzucono je do morza. Natomiast król Karol II pierwszą w Anglii zachowaną w całości mumię (obecnie eksponat londyńskiego British Museum) uczynił darem dla swej kochanki Nell Gwyn.
Odkrycia uczonych francuskich i moda egiptomanii, jaka wywołała kolejny rabunek starożytności egipskich w XIX wieku, stworzyła w Europie nowe zapotrzebowanie na mumie. Tym razem łączyło się ono ze swoistą rozrywką publiczną, jaką było widowiskowe rozwijanie zmumifikowanych zwłok, gromadzące gapiów za odpowiednią opłatą. Przypuszczalnie zapoczątkował ją w 1821 przedsiębiorczy Giovanni Belzoni pokazem rozwijania mumii ludzkiej oraz zwierzęcej (małpy) w londyńskim Piccadilly Hall. W Londynie na większą skalę rozwinął ten proceder lekarz Thomas Pettigrew, który skupując mumie, osiągnął znaczne dochody z urządzania płatnych pokazów tego rodzaju. Prowadził też jednak badania zmumifikowanych ciał, czego rezultatem była wydana w 1834 książka History of Egyptian Mummies. Z biegiem czasu, pod wpływem wzrostu społecznej wrażliwości, widowiska te ostatecznie uznano za niedopuszczalne.

## Niektóre znane mumie
- Człowiek z Cherchen
- Człowiek z Grauballe
- Człowiek z Tollund
- Dziewczyna z Yde
- Jeremi Wiśniowiecki
- Jeremy Bentham
- Mao Zedong
- Ötzi – „człowiek lodu”
- Pani z Cao
- Włodzimierz Lenin